# Kiritimatisnäppa
Kiritimatisnäppa (Prosobonia cancellata) är en utdöd fågel i familjen snäppor inom ordningen vadarfåglar som tidigare förekom på en ö i Stilla havet.

## Upptäckt och tidigare förekomst
Kiritimatisnäppan är endast känd från typexemplaret som samlades in i Polynesien, på ön Kiritimati i Lineöarna, Kiribati, troligen av William Andersson under James Cooks sista seglats, i januari 1778. Den skrevs utifrån exemplaret vetenskapligt som ny art 1789 av Johann Friedrich Gmelin, under protonymen Tringa cancellata. Typexemplaret är nu förlorat, men finns avmålad av William Ellis som var biträdande läkare på expeditionen. Arten hittades inte under den första ornitologiska undersökningen på ön 1873-75. Kiritimatisnäppan kan också ha förekommit på andra öar omkring.

## Utseende
När expeditionen återvände till England 1780 lämnades exemplaret in i Joseph Banks samling. John Latham såg snäppan där 1785 och beskrev arten enligt följande:
Sju och en halv tum lång. Näbben en tum, svart: fjädrarna på fågelns ovansida bruna, vitkantade: undersidan vit, mörkt tvärbandad: vingpennor mörka, med bruna ändar, och kanter och spets mycket bleka: stjärten detsamma, fläckig på båda sidor av fjädern: ben mörka.

## Levnadssätt
Inget är känt om dess levnadssätt, men antas vara densamma som tuamotusnäppan.

## Systematik
Tidigare behandlades kiritimatisnäppan som underart till den hotade men fortfarande levande tuamotusnäppan (Prosobonia parvirostris), men studier har visat att kiritamitsnäppan är distinkt.

## Utdöende
Internationella naturvårdsunionen IUCN kategoriserar arten som utdöd sedan cirka 1850. Den tros ha försvunnit till följd av predation från införda däggdjur, framför allt råttor och katter.